# Macrodon ancylodon

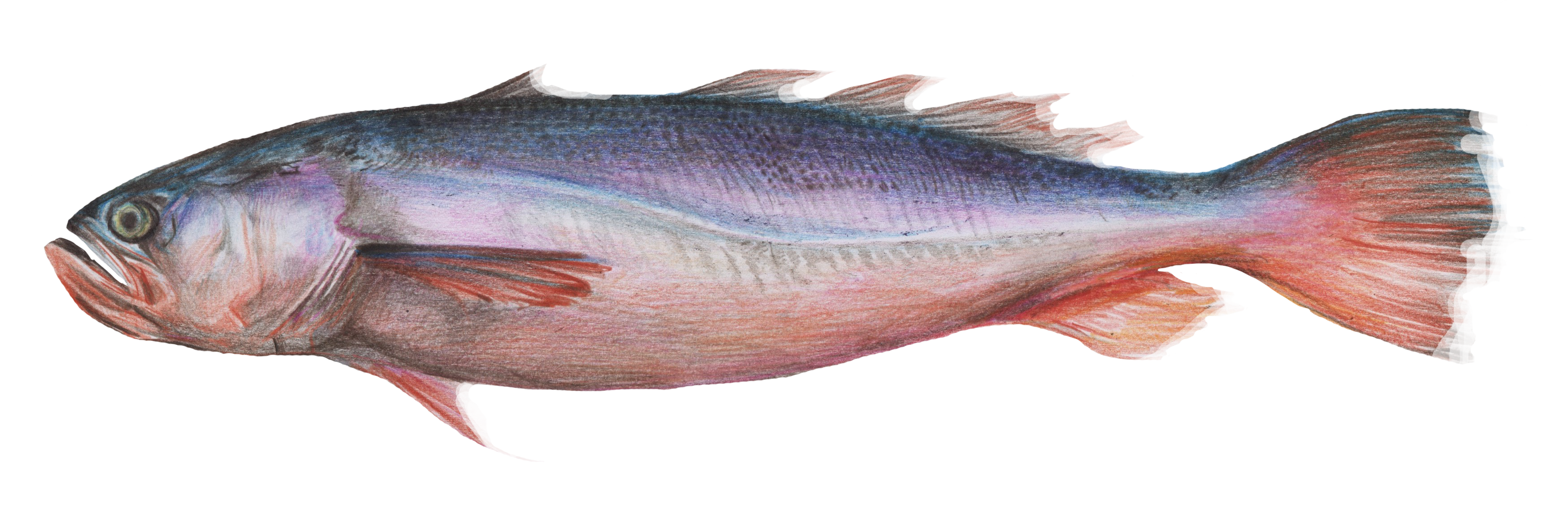
Desenho a lápis da pescada gó (Macrodon ancylodon)

O pescada-foguete ou pescada gó (Macrodon ancylodon) é uma espécie de pescada que pode ser encontrada da Venezuela à Argentina. Tais animais medem cerca de 45 cm de comprimento, possuindo uma coloração prateada com dorso azul-esverdeado e ventre esbranquiçado. Também podem chamadas pelos nomes de cambucu, dentuça, goete, gorete, guete, juruapara, pescada, pescada-cambucu, pescada-de-rede, pescada-rabo-de-fogo, pescada-verdadeira, pescadinha e pescadinha-do-alto-mar.